# V Factory
V Factory es una banda norteamericana de Pop/R&B/Urban producida por el cantante de pop y productor Tommy Page, quien ahora es VP de A&R para Warner Bros. Records. Sus miembros Jared Murillo y Wesley Quinn fueron conocidos por ser bailarines de la cantante Ashley Tisdale en su gira Headstrong Tour Across America, además de aparecer en varios video musicales de la cantante, el primero de ellos fue su novio por casi 2 años.

## Formación
La banda comenzó a formarse en el 2006, cuando Tommy Page - El vicepresidente de Warner Bros. Records - acompañó a Ashley Tisdale a unas prácticas para el primer tour de High School Musical. "Ví a Ashley cantar con unos bailarines adolescentes" Dice Page "Ella y yo parecíamos locos cuando vimos a Jared Murillo, a quien parecía pertenecerle el escenario, y pensé... si tan sólo pudiera encontrar a otros cuatro chicos que puedan cantar y bailar de esa manera... "
Murillo, un bailarín de Mapleton, UT, conocido por ser coregógrafo y participar en todas las entregas de HSM (High School Musical) como bailarín. Nacido en Honolulu, Murillo se movió a Utah cuando tenía 4 años, comenzó a cantar en una iglesia y al año siguiente comenzó con sus clases de danza.
Luego, Eric Vetro presentó a Tommy Page un chico llamado Asher Book, un carismático chico de Arlintong, VA, quién hizo la voz de "Chip La Copa" en La Bella y la Bestia. "Supe inmediatamente que iban a ser la antorcha del grupo", dijo Page. 
Un poco tiempo después, Tommy Page encontró a Wesley Quinn, de Greenville, SC, quien es el más joven del grupo y él es el más amante de la diversión. Quinn comenzó sus clases de danza a los 6 años, seguido por clases de voz. 
Luego encontraron a Nicholas Teti, a.k.a Nicky T, de Filadelfia, PA. y a Nathaniel Flatt, quién es abiertamente gay, de Cookeville, TN.

## Carrera musical
El 29 de abril de 2008 en los Estados Unidos fue lanzado por la tienda digital iTunes, el primer EP del grupo titulado These Are The Days, incluyendo canciones como "Round and Round", "She Bad" (con E-40), y la homónimo, "These Are The Days", también se mantuvo disponible para su compra en cualquiera de sus presentaciones en vivo. El 12 de enero de 2009, fue lanzado en el Reino Unido y otros países de Europa.
La banda realizó una gira promocional llamada Tour Bandemonium 2008, en conjunto con otras bandas como Menudo, Mark and James y NLT, La gira se desarrolló entre el primero de mayo y el 26 de mayo de 2008.
El primer sencillo del grupo "Love Struck", fue lanzado por iTunes el 3 de febrero de 2009. El sencillo logró alta rotación en las radios en los Estados Unidos, alcanzando su máxima posición en lista Billboard Pop 100 en el número 70 y entrando al Top 40 Mainstream en ese país. La canción fue producida por el grupo de productores suecos, Twin y está escrita por David Jassy y Darin. "Love Struck" fue lanzado en iTunes en el Reino Unido y otros países el 9 de septiembre de 2009. El segundo sencillo, "Get Up" está previsto que salga a finales de septiembre.

## Integrantes
- Asher Book
- Wesley Quinn
- Jared Murillo
- Nicky Teti
- Nathaniel Flatt

## Discografía
| Álbumes de estudio - 2009: Sin título | EP - 2008: These Are The Days |

### Sencillos
| Año  | Sencillo      | Posiciones | Posiciones | Posiciones | Posiciones | Álbum       |
| Año  | Sencillo      | U.S. Hot   | U.S. Pop   | CAN        | SUE        | Álbum       |
| ---- | ------------- | ---------- | ---------- | ---------- | ---------- | ----------- |
| 2009 | "Love Struck" | —          | 70         | 97         | 47         | Álbum debut |
| 2009 | "Get Up"      | —          | —          | —          | —          | Álbum debut |